# 瑟瑟庫拉克河

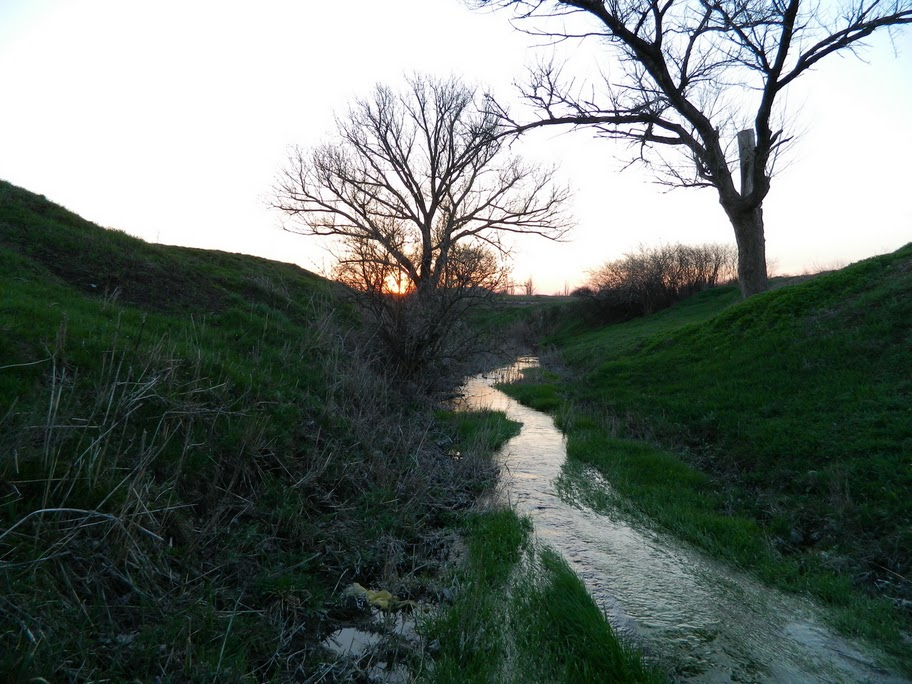
瑟瑟庫拉克河

瑟瑟庫拉克河（羅馬化：Sysykulak）是烏克蘭的河流，位於該國東南部扎波羅熱州，處於托克馬克河畔，流經別爾江斯克區，河道全長13公里，流域面積47.3平方公里。